# ボグダン・コブロフ
ボグダン・ザハロヴィチ・コブロフ（ロシア語: Богдан Захарович Кобулов, ラテン文字転写: Bogdan Zakharovich Kobulov, 1904年3月1日 - 1953年12月23日）は、ソビエト連邦の政治家、チェキスト。大将。

## 経歴
チフリス（現トビリシ）に仕立て屋の息子として生まれる。1921年から1922年まで労農赤軍に勤務する。
1922年5月からグルジア・チェーカー、後にGPUの職員。1925年1月、全ロシア共産党（ボリシェビキ）に入党。1931年からグルジアGPU秘密政治課の指導職。1935年、諜報業務のためにペルシャに派遣。1936年2月からザカフカーズ･ソビエト連邦社会主義共和国内務人民委員部（NKVD）国家保安局経済課長兼グルジアNKVD局長。1937年3月からグルジアNKVD国家保安局第4課（秘密政治）副課長、同年4月から課長、12月からはグルジア副内務人民委員を兼任し、グルジア内の粛清を指揮した。
1938年9月15日、ラヴレンチー・ベリヤによりモスクワに召還され、ソ連NKVD第1局第4課（秘密政治）長（同年9月29日から国家保安総局第2課長）に任命され、同年12月、国家保安総局副総局長を兼任。1938年12月-1939年9月、NKVD取調班長。ベリヤの最も信頼できる側近で、政治テロの主要組織者の1人だった。1939年9月、工業、農業、貿易の業務を監督するNKVD経済総局が創設され、その総局長となった。1939年から全ロシア共産党（ボリシェビキ）中央委員会委員候補。コブロフの出世は、ヴィクトル・アバクーモフのおかげでもあったが、同時にベリヤとも良好な関係を維持した。1940年、カティンの森事件を準備、承認した3人の内の1人。1941年2月から副国家保安人民委員。サド性向を有し、スターリンの最も残酷な取調官の1人となり、高位にあっても、被疑者を自分の書斎で拷問していた。彼の経済総局からは、残酷な取調官が多数輩出した。
官庁改編時、1941年7月から副内務人民委員（輸送局、経済局、第6特殊課を管掌）となり、1943年4月-1945年12月、副国家人民委員。1944年、チェチェン人とイングーシ人のカザフスタンへの追放作戦に参加。
1946年からソ連対外貿易省附属ソビエト国外財産総局（GUSIMZ）（1947年からソ連閣僚会議附属機関）副総局長兼在独ソビエト軍事行政府副総司令官。ドイツ占領地の全国家保安機関が彼の従属下にあり、社会主義ドイツ創設のために、大量逮捕を指揮した。1950年から在独ソビエト国営株式会社問題連邦監督委員会副議長を兼任。1951年10月、GUSIMZ第一副総局長に昇格。
スターリンの死後、ベリヤはコブロフをモスクワに呼び戻し、ソ連内務第一次官にした。コブロフの管轄下には、第1総局（防諜）、第2総局（国外諜報）、第7局（外部監視、確定、捜索、逮捕）、並びに第1（文書登録）、第2（秘密盗聴機材）、第3（偽造文書製造）、第4（無線防諜）、第5（作戦機材製造）及び第6（検閲）特殊課が移管された。1953年6月27日、ベリヤと共に逮捕され、多数の職権濫用とスパイ行為（こちらは事実に一致しない）の嫌疑で起訴された。12月23日、死刑を言い渡され、銃殺。